# Chapelle Saint-Privat de Pouzilhac
La chapelle Saint-Privat est une chapelle romane en ruines située à Pouzilhac dans le département français du Gard en région Occitanie.

## Localisation
La chapelle se dresse au milieu du cimetière de Pouzilhac, au nord-ouest du village.

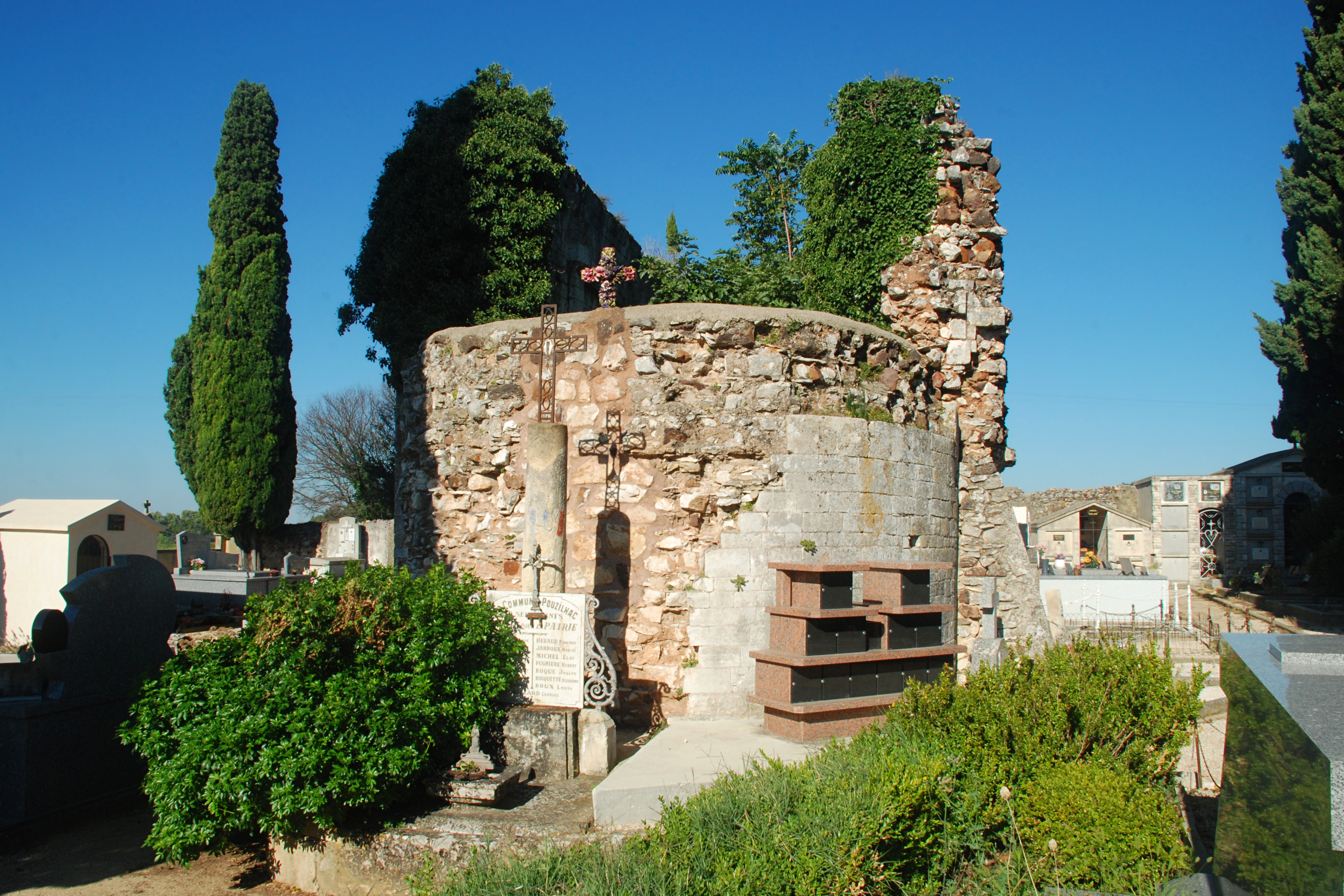
Le chevet.

## Historique
La chapelle occupe un site situé le long de l'antique voie romaine reliant Nîmes à Alba Augusta, sur lequel ont été découvertes des inscriptions et épitaphes antiques.
Dédiée à saint Privat, évêque de Mende, la chapelle est datée du XIIe siècle.
Le village de Pouzilhac est mentionné dès 1121 sous le nom de Castrum de Posilhac. Un plus tard, il apparaît sous le nom de Villa de Posiliaco en 1176. Les archives communales de Valliguières le mentionnent comme Posillanum en 1258 puis Posilhacum en 1355.
Pouzilhac appartenait à la viguerie de Roquemaure, une viguerie du diocèse d'Uzès qui comprenait quatorze villages : Les Essarts, Lirac, Montfaucon, Pouzilhac, Pujaut, Rochefort, Roquemaure, Saint-Geniès-de-Comolas, Saint-Hilaire-d'Ozilhan, Saint-Laurent-des-Arbres, Sauveterre, Saze, Tavel et Valliguières.
La chapelle elle-même apparaît sous le nom de prieuré Sainct-Privat de Pouzilhac en 1620.

## Architecture

### Le chevet
La chapelle est en ruines et ne possède plus ni voûtes ni toiture.
À l'est, elle présente un chevet composé d'une abside semi-circulaire unique. Cette abside, très dégradée, ne conserve plus qu'une petite partie de sa maçonnerie d'origine composée de pierre de taille assemblée en grand appareil et percée de trous de boulin (trous destinés à ancrer les échafaudages). Le reste de l'abside, très abîmé, est édifié en moellons très irréguliers.
|  |  |

### La façade méridionale
La façade méridionale est composée de deux parties très contrastées.
D'un côté, la travée de chœur et la première travée de la nef sont édifiées en pierre de taille présentant des traces d'opus monspelliensis (appareil alterné de Montpellier). La façade de la première travée de la nef est percée d'une fine fenêtre au linteau monolithe.
Séparées de la première travée par un contrefort en pierre dont il manque la moitié inférieure, les deux autres travées sont édifiées en moellons de couleur très variées allant du blanc au noir, dont certains sont des blocs de grès rouge foncé passant au jaspe. Chacune d'elles est également percée d'une fine fenêtre au linteau monolithe.
Dans le mur sud de la dernière travée, surmontant deux blocs de grès rouge tirant sur le noir situés à environ un mètre du sol, est encastré un bas-relief figurant un calice et une grappe de raisin.
|  |  |  |